# Agesilaj II.
Agesilaj II, (grčki: Ἀγησίλαος ) spartanski kralj iz loze Euripontida, (444. – 360. pr. Kr.) sin je Arhidama II. i njegove druge žene Eupolije. Na prijestolje dolazi 401. pr. Kr. godine naslijedivši svog polubrata Agisa II. i tamo ostao punu 41. godinu što ga uvrštava u najdugovječnije spartanske vladare. Upravo to razdoblje bilo je od velike važnosti za Spartu i ona unutar njega dosiže svoj vrhunac ali i konačno slabljenje.

## Agoga - odgoj u Sparti
Agesilaj po rođenju nije bio predviđen za kralja, tu dužnost nasljednom linijom dobio je njegov stariji polubrat Agis. Tako je Agesilaj krenuo uobičajenim putem spartanskog odgoja i pohodio tzv. agogu - rigorozni spartanski odgoj namijenjen stvaranju poslušnih i odanih građana. Ovakav odgoj uključivao je odvajanje od obitelji u sedmoj godini života, život u vojnoj zajednici i podvrgavanje najstrožoj disciplini. U takvom okružju spartanci su učili o vojnoj taktici, subordinaciji, lovu ali i o plesu i društvenom odgoju. Prema nekim povjesničarima (Ksenofont, Plutarh) upravo ga je odgoj učinio različitim od dotadašnjih vladara - iako je bio obučavan za zapovijedanje, također je znao i slušati. 
Važno je spomenuti da su Spartom oduvijek vladala istovremeno dva kralja. U miru bi imali jednake ovlasti, a u slučaju rata jedan bi odlazio u pohod, dok bi se drugi brinuo o prilikama u državi. No, u doba Agesilaja stvarna moć bila je u rukama efora koji su na smrtnu kaznu mogli osuditi i same kraljeve. Ovdje je vidljiva Agesilajeva spremnost na poslušnost i kompromis, jer iako je brzo postao izuzetno cijenjen i mogao osobnu moć iskoristiti za obračun s eforima, do kraja se života suzdržavao otvorenog sukoba. Slušao je njihova naređenja, ali pri tome provodio i vlastite zamisli. Takvo taktiziranje omogućilo mu je da u drugom dijelu vladavine umnogome suvereno odlučuje o potezima Sparte.
Izgledom i nastupom nije bio impozantan. Štoviše, izgleda da niti sam do vanjštine nije držao ili je se čak sramio. Za života odbijao je izradu vlastitih portreta ili kipova, a posebno je zabranio da se tako nešto čini poslije njegove smrti. Plutarh iznosi da je prilikom rasprave o spomenicima rekao: "Ako je netko napravio časno djelo to će biti dovoljno za pamćenje, ako nije svi kipovi ovog svijeta neće biti dovoljni da ga se upamti". Danas o njemu znamo tek nekoliko detalja iz opisa suvremenika i povjesničara. Bio je hrom što ga je gotovo stajalo izbora za kralja, a zabilježeno je i to da je bio niskog rasta. Ipak, povjesničari tvrde da je zbog vedrine duha i energičnosti uvijek bio prihvaćen u društvu. To mu je donijelo za prijatelja Lisandra, koji je bio utjecajan i cijenjen vojskovođa, a prema Ksenofontu bili su i ljubavnici.

## Izbor za kralja
Nakon smrti kralja Agisa prijestol je trebao naslijediti njegov sin Leotihida. No, Agesilaj uz svesrdnu podršku Lisandra, koristi priču o sumnjivom Leotihidinom porijeklu kako bi preuzeo vlast. Naime, pričalo se da nije Agisov sin, već sin atenskog vojskovođe Alkibijada. Ovaj je neko vrijeme kao izbjeglica živio u Sparti i prema glasinama postao ljubavnikom Agisove žene. Postoji priča da je viđen prilikom potresa kako bježi iz njene kuće. Sumnjama u Leotihidino porijeklo doprinio je i sam Agis jer ga je za nasljednika priznao tek na samrtnoj postelji. 
Upravo ovakvim sumnjama poslužio se Lisandar kako bi doveo Agesilaja na prijestol. S druge strane protivnici Agesilajevi su ukazivali na proročanstvo koje je govorilo: "Neka se Sparta čuva hromog kraljevanja". Lisandar u govoru pred skupštinom rječito je iznio tvrdnju da će prije hromo kraljevanje biti zbog vladavine atenskog potomka, a ne zbog zdravlja kraljevih nogu.

## Perzijski pohod (396. – 395. pr. Kr.)
Negdje po ustoličenju, Agesilaj se suočava s prvim izazovom. Doznaje da perzijski kralj Artakserkso II. okuplja velik broj brodova (trirema) i želi ostvariti prevlast na moru. Također, Perzijanci preuzimaju vlast po Jonskim gradovima na sredozemnoj obali. Lisandar se nudi za pratioca, već prije je po Maloj Aziji sređivao prilike za Spartu i po tamošnjim gradovima postavljao je lojalne dekarhije (oligarhijske vlade desetorice). Agesilaj prihvaća Lisandrovu pomoć i s trideset Spartijata (punopravni građani Sparte), dvije tisuće neodamoda (novograđani, oslobođeni državni robovi heloti) i šest tisuća savezničkih vojnika kreće prema Aziji. Dolazi u Efez gdje se susreće s Tisafernom, perzijskim vojskovođom i satrapom Lidije i Karije. Ovaj mu nudi primirje ali isključivo da dobije na vremenu i sačeka vojnu pomoć od perzijskog kralja.
Za vrijeme primirja na vidjelo dolazi jedna od Agesilajevih osobina, iako skroman prema materijalnom, ne odupire se častohleplju. Kada je uvidio da njegovom prijatelju Lisandru prilaze ondašnji stanovnici, a ovaj je otprije bio poznat kao vojskovođa i utjecajan Spartanac, te mu poklanjaju prvenstvo kod traženja usluga i pomoći, okrenuo se protiv njega. Nije ništa izravno poduzimao, ali je odbio svaki zahtjev kojem je Lisandar bio sklon i obrnuto prihvatio one kojima se Lisandar protivio. Vrlo brzo postalo je jasno da svatko tko Lisandru ukazuje pažnju i poštovanje ne može računati na bilo kakav probitak ili uslugu Spartanaca. Čak bi im se kod suđenja uvijek određivalo krivo, bez obzira na eventualnu ispravnost. Lisandar mu se naposljetku požalio porukom: "Kralju, doista znaš uniziti svoje prijatelje", na što mu je Agesilaj odvratio: "Doista, one koji žele biti moćniji od mene". Nakon ovakva odgovora Lisandar se pokorava i dobrovoljno odstupa iz Male Azije. Odlazi na Bospor gdje se bavi poslovima u interesu Sparte. 
Naposljetku Tisafernu stiže Artakserksovo pojačanje i odmah krši primirje. Postavlja ultimatum Grcima - ili odlaze iz Azije ili slijedi rat. Ovakav stav uznemirio je Grke i njihove saveznike jer ih je brojem vojnika Tisafern uvelike nadmašivao. No, Agesilaj radosno prihvaća objavu rata i po glasnicima uzvraća da ga veseli što će do sukoba doći. Smatra da Tisafern vjerolomno krši zavjet te da će ga sustići božja kazna u vidu Grčke odmazde. Zapravo u zazivanju božje kazne krio se ratni trik, s jedne strane podiže moral trupama, a s druge učvršćuje Tisafernovo uvjerenje kako će poći na njega u Kariju. Preuzima i druge korake, šalje glasnike u područja prema Kariji i traži od tamošnjih gradova da se pripreme za prihvat trupa u pohodu. Naposljetku, kada je došao trenutak pohoda, Agesilaj svoje trupe vodi na suprotnu stranu u bogatu Frigiju i nesmetano je pljačka dok Tisafern čeka utvrđen čeka u Kariji.
Nekoliko mjeseci nakon prvog pohoda, Agesilaj ponovno naviješta prodor. Ovaj puta do Sarda. Perzijanci poučeni prošlom varkom raspoređuju trupe ovog puta i u Frigiju. No, Grci odlaze kamo je i rečeno te velikom brzinom prodiru u dubinu neprijateljskog teritorija. Ipak treći dan sustiže ih perzijska konjica. Dolazi do bitke u čijem početku Perzijanci uspijevaju zadati gubitke savezničkim trupama - saveznici Spartanaca bili su raštrkani i zauzeti pljačkanjem okolnih sela. No ubrzo se okupljaju spartanski hopliti i preuzimaju inicijativu. Perzijanci ohrabreni početnim uspjehom navale na njihove redove ali u žestokom srazu pretrpe velike gubitke. Ubrzo panično bježe, a za sobom ostavljaju cijeli prateći logor s opskrbom i dragocjenostima. Ovdje su se Agesilajeve trupe domogle izuzetno bogata plijena koji se procjenjuje na sedamdeset talenata srebra.
Nakon ova dva Tisafernova neuspjeha, perzijski vladar Artakserkso II. posumnja u njegovu lojalnost te ga osudi za izdaju. Šalje Titrausta za novog satrapa, a ovaj trikom namami Tisaferna u grad Kanu gdje ga zarobljava i pogubljuje.

## Korintski rat - povratak u Grčku
Nakon dvije godine boravka u Aziji i mnogih uspjeha, Agesilaju stiže glasnik iz Sparte s porukom o novom sukobu - Korintskom ratu (395. – 387. pr. Kr.). Tebanci, Atenjani, Argivci i njihovi saveznici udružili su se kako bi spriječili daljnje širenje spartanske moći. Ovakav razvoj događaja uništio je Agesilajeve planove da iskoristi dotadašnje vojne uspjehe i poduzme konačan pohod protiv samog perzijskog kralja. Mnogi se povjesničari slažu da je ovime propuštena šansa za učvršćenje Grčke pozicije u Europi i Aziji, a neki smatraju se da je rat protiv Spartanaca bio potaknut i tajnom novčanom pomoću samog Artakserksa.
Iako svjestan svoje moći u Aziji, Agesilaj se u skladu sa spartanskom poslušnošću vraća u domovinu. U brzom pohodu nazad Spartanci ostavljaju svoje saveznike u Aziji kao i brodovlje kojem na čelo stavljaju Spartanca Pisandra. Pisandrova flota imala je zadatak štititi savezničke gradove i održavati stečeni utjecaj ali brzo je po Agesilajevom odlasku poražena. 
Agesilaju se u povratku suprotstavljaju Tralijci, borben narod s obitavalištem oko Dardanela. O njihovom vojnom ugledu najbolje govori to što su im i sami Perzijanci davali darove za savezništvo. Tako u trenutku nailaska Agesilajevih trupa, po glasnicima za prolaz traže odštetu u većoj količini srebra. Agsilaj u Leonidinom stilu odvraća; "A zašto nisu odmah došli da ga uzmu?" Nedugo potom sukobljava se i pobjeđuje ih nanijevši im znatne gubitke. Nakon toga slijedi prolaz kroz Makedoniju gdje makedonski kralj poručuje kako će razmisliti o propuštanju Spartanaca. Agesilaj je jednostavno produžio rekavši; "Neka, dakle, razmišlja, a mi u međuvremenu idemo dalje". Makedonci su naknadno dopustili prijelaz.

## Bitka kod Koroneje (394. pr. Kr.)
Kada je dospio u blizinu Spartanskog teritorija, efori su mu poručili neka napadne Tebance u njihovoj Beotiji. Šalju mu pojačanje od pedeset odabranih dobrovoljaca, dvije regularne pješačke čete, a pridružili su mu se i Orhomenjani kao saveznici. U takvom sastavu dolazi do Koroneje gdje nailazi na Tebance udružene s Argivcima. Na početku je Agesilaj razvrstao Orhomenjane na lijevo krilo nasuprot Tebancima, a spartanske snage na desno nasuprot Argivcima. Prvi dio bitke bio je kratak - obje strane potukle su suparničko lijevo krilo i protjerale ga s bojišta. Tada se sukobe sami Tebanci i Spartanci.  Prema Ksenofontu, Agesilaj je bio u poziciji da manevrom propuštanja lako potuče Tebance bez većih gubitaka ali tu je priliku namjerno propustio. Poradi veće časti odlučio se na frontalni sraz i pri tome naišao na neočekivano jak otpor. Tebanci su na svim dijelovima bojišta borili vrlo spretno i uspijevali su dobiti i inicijativu u pojedinim trenucima. Agesilaj se borio na ključnom mjestu sukoba okružen pedesetoricom odabranih i pri tom je višestruko ranjen. Izgleda da ga je od pogibije tada spasila samo iznimna odlučnost suboraca. Naposljetku Spartanci izvedu manevar koji su do tada izbjegavali i propuštaju Tebance kroz svoje redove. Sada ih napadaju s bokova i straga, no Tebanci se ne predaju već se povlače na obližnje brdo i tu se utvrđuju. Ovime bitka završava, a Agesilaj je proglašava dobivenom nakon što su Tebanci od njega zatražili dopuštenje za prikupljanje svojih žrtava.

## Povratak u Spartu
Po povratku kući uživao je veliki ugled kod sugrađana ne samo zbog uspjeha u vođenju bitaka već i zbog skromnosti koju je zadržao nakon svih uspjeha.
No otkrio je i neka nemila zbivanja.Iako je Lisandar u međuvremenu poginuo, iza njega ostaju dokumenti koji ukazuju na zavjeru protiv, ne samo Agesilaja nego već i postojećeg poretka. Prema Lisandrovom naumu postojeće uređenje trebalo je zamijeniti novim kojim bi svaki od Spartanaca mogao biti biran za vladara. Trenutno to pravo imali su samo pripadnici dvaju porodica - Europontida i Agijada. Kako bi nastup bio uvjerljiviji Lisandar je unajmio čuvena govornika Kleona iz Halikarnasa da mu napiše govor i sada se tog dokumenta dopao Agesilaj. Iako se u prvom trenutku poželio odmah obračunati s Lisandrovim suradnicima, suzdržao se slušajući predstojnika efora koji mu savjetuje da: "Ne iskapa ponovno Lisandra već da radije pokopa govor s njime". Na kraju postupio je strpljivo i u skladu s lukavošću koja mu je pripisivana. Mnoge od protivnika vremenom je slao u pohode i u kada bi se oni našli u nevolji svojevoljno im priskakao u pomoć. Kažu povjesničari da je time tijekom vremena sve njih učinio sebi privrženima.

## Antalkidin mir(387. pr. Kr.)
Kasniji tijek Korintskog rata, usprkos Agesilajevim pobjedama nad Korinćanima i u Akarnaniji, donio je i mnoga nepovoljna zbivanja za Spartance. Atenjani su uspješno obnavljali svoju vojnu moć, uglavnom velikom novčanom pomoći perzijskog satrapa Farnabaza II. Tako su ponovno izgradili tzv. dugi zid koji je povezivao Atenu s Pirejem - atenskom ratnom lukom. Zid je srušen krajem Peloponeskog rata kao jedan od uvjeta na koje su Atenjani bili prisiljeni. Osim toga perzijska mornarica pomagala je atenskim trupama u pohodima i pustošenjima po priobalju Lakonije .
No, više od svega Spartance je uzdrmao potpuni poraz jedne njihove more (pješačke jedinice koja je imala oko 600 hoplita) koju su porazili atenski peltasti (lako naoružani pješaci) kod Leheja predvođeni Ifikratom. 
Nakon tih događaja efori pošalju Spartanca Antaklidu kako bi pregovarao s perzijskim kraljem. Ovaj, inače krajnje nesklon Agesilaju, inzistirao je na miru čak kad je ovaj uvjetovao i prepuštanje svih helenskih gradova u Aziji zbog kojih je Agesilaj ratovao. Svoj motiv u sklapanju mira, Antaklida je pronalazio u mišljenju kako rat čini Agesilaja dodatno moćnim. Agesilaj se ponovno pokorio zakonu i riječima efora - bez obzira na neprijateljstvo prema Antaklidi poštovao je mir i branio ga pred napadima kritičara.

## Kraj Spartanske hegemonije - rat protiv Tebe (371. pr. Kr.)
Općenito je bilo poznato da Agesilaj mrzi Tebu pa iako je u drugim situacijama postupao razložno i nije ga lako bilo razbjesniti, prema Tebancima nije mogao sakriti prijezir. U trenutku kada su se Heleni okupili kako bi pregovarali o miru, u ime Tebanaca nastupio je Epaminonda. Iako mlad već je bio priznat kao vojskovođa ali i vrlo obrazovan čovjek i poznavatelj filozofije. Njegov govor na skupu Helena bio je miroljubiv i pun upozorenja kako ratovi štete svima te ih je pozvao na sklapanje mira prema načelu pravednosti svih država. Tada ga Agesilaj grubo prekine i upita da li će Teba prema pravednosti prepustiti Beotiji neovisnost (pokrajini nad kojom je dominirala Teba). Epaminonda je uzvratio sličnim protupitanjem - da li će Sparta prepustiti neovisnost ostatku Lakonije. Ovo je bilo dovoljno da Agesilaj isključi Tebu iz mirovnog ugovora i istovremeno im objavi rat.
Agesilaj se nadao da će ovim dobiti priliku potući Tebu i podvrgnuti je svojoj upravi - mirovni pregovori zaključeni su između svih osim Tebanaca pa su ovi ostali sami protiv Sparte. Dvadeset dana po potpisivanju mirovnog ugovora spartanski kralj Kleombrot I nastupa prema Beotiji i susreće se s Tebanskim snagama predvođenim Epaminondom. Ovdje u čuvenoj bitci kod Leuktre dolazi do strahovitog poraza Spartanaca. Izgubivši bitku u kojoj je poginuo i sam Kleombrot, ostali su i bez dijela svojih teritorija. Najznačajniji bio je gubitak Mesene, jedne od najplodnijih pokrajina u Grčkoj. Upravo se taj gubitak pokazao kao poguban po Spartu, bez Mesene izgubili su žitnicu koja im je stoljećima omogućavala neovisnost o drugim dijelovima Grčke.
No gubitak bitke posredno donosi i druge nevolje. Prema spartanskim zakonima, sve one koji istupe iz bitke smatra se izdajicama i gube građanska prava. Nakon Leuktre takvih je poprilično, a Agesilaja je zapalo da odluči o njihovoj sudbini. S jedne strane morao se držati zakona, dok s druge, stroga odluka dodatno bi oslabila ionako loše stanje vojske. Agesilaj je riješio problem na sljedeći način; ušao je u skupštinu i pred prisutnima izrekao poznatu rečenicu: "Danas trebamo zakone pustiti da spavaju".

## Tebanski prodori u Lakademon (370. – 362. pr. Kr.)
Kako bi donekle vratio moral trupama, Agesilaj vodi vojsku u Arkadiju gdje osvoji neki gradić i opljačka okolinu. Pohod je donio nešto vedrine koje će im biti itekako potrebna, nedugo potom  (370. pr. Kr.) Epaminonda okuplja sedamdeset tisuća vojnika i kreće na Spartu. To je predstavljalo ogromnu silu, tim više što su od ukupnog broja četrdeset tisuća bili hopliti. Prema povijesnim zapisima prvi puta u šest stotina godina neka je neprijateljska vojska prešla rijeku Eurotu, granicu Lakademona. Tako okupljeni Tebanci i njihovi saveznici došli su ispred samog grada i pokušali izmamiti Spartance. Ipak, Agesilaj nije popustio strasti za ratom niti nagovaranjima nekih svojih sugrađana već po ključnim dijelovima grada postavlja hoplite i ostaje mirovati. Treba napomenuti kako je Sparta bila jedina od većih gradova u Grčkoj bez obrambenih zidina. Još od Likurgova vremena rečeno je Spartancima da ne dižu nikakve zidove od cigli ili kamena jer najbolje ih brani onaj sačinjen od ljudi - boraca. Epaminonda nije pokušao s vojskom ulaziti unutar grada već se nadao zametnuti bitku ispred njega. Razlog je najvjerojatnije taj što u uličnim bitkama ne bi imao korist od brojčane premoći, a ulazi bili su dobro zaštićeni jakim stražama.
Kako bi se što bolje obranili Spartanci su obećali državnim robovima - helotima slobodu ako se bore za spas grada. Na taj način ih se sakupilo oko šest tisuća. Osim helota, na strani Sparte našli su se plaćenici iz Orhomena, a došli su im i saveznici Flijunćani, Korinćani, Epidaurani i Pelenjani.
Tijekom opsade, koja je trajala oko tri mjeseca, došlo je do pobune unutar grada. Nekih dvije stotine građana namjeravalo je izvršiti prevrat i svrgnuti Agesilaja. Kada je doznao za pobunu i da su pobunjenici zauzeli teško osvojiv dio grada, Agesilaj se poslužio varkom. Sam se uputio prema pobunjenicaima, bez oklopa i oružja. Po dolasku, počeo je vikati kako su ga pogrešno razumjeli i pogrešno se rasporedili. Ovo je one manje odlučne pokolebalo i pomislili su kako urota nije otkrivena te da još mogu nekažnjeno odustati od nje. Rezultat je bio opće povlačenje urotnika s utvrđenog mjesta. Agesilaj ga je potom osigurao odanim dijelom vojske i potom smaknuo petnaestoricu vodećih urotnika.
Usprkos svim nevoljama u gradu, neprijatelj se nije odvažio napasti ga. Nakon tri mjeseca prvi su se počeli povlačiti Arkađani, a kako se Tebanci sami nisu osjećali dovoljno snažnima slijedili su njihov primjer.
Nakon prvog prodora Epaminonda je ponudio Spartancima mirovni ugovor. No zbog Mesenije nisu ga željeli potpisati i zahtijevali su da im se ta žitnica vrati. Priliku za njeno ponovno zauzeće Agesilaj dobiva 362. pr. Kr. godine kada ga, od Tebanaca odmetnuti, Mantinejci pozovu u pomoć. Sakuplja gotovo svu raspoloživu vojsku i kreće u Mantineju gdje se namjeravao ogledati s Epaminondom. Ovaj kada je doznao za pokret Spartanaca preuzima neočekivan potez i svom brzinom kreće prema Sparti - koja je gotovo bez ikakve obrane.
Kada je došao do ulaza u Spartu Epaminonda, čije su snage bile mnogostruko brojnije od Spartanskih, nije bezglavo ušao u bitku već je prvo pronašao povoljno mjesto ulaska u grad, ono na kojem će iskoristiti brojčanu prednost. Također, svoje je trupe rasporedio tako da s višeg područja ulaze u gradsko područje i time im osigurao dodatnu prednost.
Ipak događaji koji su slijedili nisu više bili u domeni ratne logike i strategije već ih je odredila očajnička hrabrost malobrojnih branitelja. Nasuprot Tebanaca, slabiji brojem i položajem, nalazilo se svega stotinu Spartijata predvođenih Agesilajevim sinom Arhidamom III. Nepovoljan položaj i izgledan gubitak vlastita grada natjerao ih je na žestoku obranu. Ovoga puta nisu željeli dočekati napad već su sami krenuli na spremne Tebanske trupe. Žestina prvog naleta Spartanaca probila je neprijateljske redove u kojem ginu mnogi od najboljih vojnika. Tebanci se najednom iz uloge nesumnjivog pobjednika premeću u gubitnike i napuštaju raspored u bijegu. Povlačenje traje nekoliko kilometara kada Tebanci ponovno zauzimaju borbeni raspored i odbijaju progonitelje ubivši nekolicinu.
Epaminonda nakon neuspjeha zaključuje kako previše riskira ako ostane ispred neosvojena grada dok se Agesilaj združen s Arkađanima hitro vraća u pomoć braniteljima. Na posljetku se povlači iz Lakademona.

## Bitka kod Mantineje362. pr. Kr.
Nedugo potom dolazi do još jednog pokušaja Spartanaca da vrate utjecaj nad Grčkom. Agesilaj ih predvodi sa savezničkim državama; Atenom, Mantinejom i Elidom kako bi se kod Mantineje suprotstavili Epaminondi i Tebancima te njima pridruženim Beoćanima i Arkadskim savezom.
Epaminonda se odlučuje za taktiku koju je inovativno prokušao kod Leuktre i na lijevom boku formira falangu dubine pedeset redova dodatno je zaštitivši konjicom. Na suprotnoj strani poredani su Spartanci u klasičnom poretku od oko dvanaest redova. Bitka je započela uspješnim probojem jakog Tebanaskog krila koje niti jak spartanski otpor nije uspio nadvladati. Nastavlja se prodor Tebe sve do trenutka kada u napadu pogiba Epaminonda. Njegove trupe zaustavljaju daljnji prodor bez obzira na to što su im se uglavnom svi protivnici već povlačili.
Većina povjesničara smatra da je pobjeda ipak Tebanska, no neki kao što je Ksenofont, inače sklon Sparti i Agesilaju, bitku smatra neriješenom, a to obrazlaže što su obje strane sklopile primirje kako bi prikupile svoje poginule. Posljedice su poznate; Sparta nije pobijedila niti uspjela obnoviti svoj značaj, Teba izgubivši Epaminondu, a dvije godine ranije svog drugog značajnog stratega Pelopidu, gubi inicijativu. Ovu prazninu koristi uskoro Makedonska država i uskoro će s Filipom, a kasnije Aleksandrom zavladati Grčkom ali i Azijom.

## Povratak u Egipat i Agesilajeva smrt (361. – 360. pr. Kr.)
Niti pred kraj života Agesilaj nije mirovao. U svojoj osamdesettrećoj godini odaziva se pozivu Egipćanina Taha da dođe kao najamni vojskovođa i pomogne mu u osvajanju vlasti. Taho je godinu ranije odmetnuo Egipat od perzijskog kralja i sada je svoju vlast branio ne samo od Perzijanaca već i od drugih pretendenata.
U Grčkoj, mnogi Agesilaju zamjeraju prihvaćanje ovog poziva. Nije se smatralo umjesnim da vojskovođa, a pri tome kralj u poznim godinama prihvati najamnu ulogu kod jednog barbara. Bez obzira na kritike, Agesilaj po Grčkoj skuplja plaćenike te s trideset Spartijata kao savjetnicima kreće put Egipta. Po dolasku postavljen je za vojskovođu najamnih trupa, a Atenjanin Habrija zapovijedao je pomorskim snagama. Izgleda da je Agesilaja ozlojedilo to što nije postavljen za vrhovnog zapovjednika, tu ulogu zadržao je za sebe Taho. 
Ovaj nesporazum pokazao se odlučujućim u kasnijem razvoju događaja. Taho još nije stigao iskoristiti Agesilajev najam, a već se njegov nećak Nektanebis odmetnuo sa svojim dijelom trupa. Štoviše pozvao je Agesilaja da mu se pridruži, a ovaj šalje glasnike u Spartu da efori odluče kojoj će strani pomoći. Upit bio je samo formalan jer je poslanstvu dao nalog da ocrni Taha i na taj način omogući pristajanje uz Nektanebisa. Spartanci mu daju slobodne ruke s uputom neka procijeni koja strana je probitačnija za državu i Agesilaj se odmetne od Taha.
Tijekom godine provedene uz Naktanebisa borio se protiv pretendenata na prijestolje, često u bitkama u kojima bi imao malobrojnije snage no svaki puta izašao je kao pobjednik. 
Tim uspjesima učvrstio je poziciju Nektanebisovu i ovaj ga pokušava privoljeti da ostane još neko vrijeme uz njega. Ipak Agesilaju se žuri natrag jer želi ponovno ratom obnoviti moć Sparte. Na kraju, uz počasti, dobiva veliku nagradu od dvjestotrideset talenata srebra za Spartanske ratove i kreće brodovima prema Lakademonu.
Na putu Agesilaj umire prirodnom smrću u 84-toj godini, a njegovo tijelo Spartanci prenose u Spartu kako bi bio pokopan uz sve kraljevske počasti